# معهد جورجيا التقني
معهد جورجيا التقني (بالإنجليزية:Georgia Institute of Technology)، ويعرف أيضًا بأسماء جورجيا تك (بالإنجليزية: Georgia Tech)، أو بصيغة أكثر اختصارًا هي جي تي (بالإنجليزية: GT)، هو جامعة بحثية حكومية مقرها مدينة أطلنطا بولاية جورجيا الأمريكية، وهو جزء من منظومة ولاية جورجيا الجامعية، وتتبعه أَحْرام جامعية ملحقة في مدن سافانا بولاية جورجيا، وميتز بفرنسا وأثلون بأيرلندا وشنغهاي بالصين وسنغافورة. تبلغ ميزانية المعهد كاملة 1.324 مليار دولار أمريكي.
تأسس المعهد سنة 1885، وكان اسمه عند تأسيسه مدرسة جورجيا التقنية (بالإنجليزية: Georgia School of Technology). عند تأسيسه، كان المعهد يقدم درجة في هندسة الميكانيكا فقط. الآن، يتكون المعهد من ستة كليات ويحتوي على 31 قسم ووحدة تركز على العلوم والتكنولوجيا. يقدم المعهد درجات في في الهندسة، والحوسبة، وإدارة الأعمال، والعلوم، والتصميم، والفنون الحرة. يصنف المعهد السابع بين الجامعات الحكومية الأمريكية والرابع والثلاثين بين الجامعات الأمريكية طبقا لـيو إس نيوز آند وورد ريبورت.